# Efraín Amézcua
Efraín Amézcua (ur. 3 sierpnia 1907 w León, zm. 19 września 1970) – meksykański piłkarz, reprezentant kraju, grający na pozycji pomocnika.

## Kariera piłkarska
Amézcua w latach 1929–1933 występował w zespole Atlante FC.
W 1930 został powołany przez trenera Juana Luque de Serrallongę na Mistrzostwa Świata. Zagrał tam w dwóch spotkaniach z Francją i Chile. Były to jedyne mecze Amézcua w reprezentacji Meksyku.
| Mecze i gole w reprezentacji | Mecze i gole w reprezentacji | Mecze i gole w reprezentacji | Mecze i gole w reprezentacji | Mecze i gole w reprezentacji | Mecze i gole w reprezentacji | Mecze i gole w reprezentacji |
| #                            | Data                         | Miasto                       | Przeciwnik                   | Gol                          | Wynik                        | Rozgrywki                    |
| ---------------------------- | ---------------------------- | ---------------------------- | ---------------------------- | ---------------------------- | ---------------------------- | ---------------------------- |
| 1.                           | 13.07.1930                   | Montevideo                   | Francja                      |                              | 1:4                          | MŚ 1930                      |
| 2.                           | 16.07.1930                   | Montevideo                   | Chile                        |                              | 0:3                          | MŚ 1930                      |